# Ricard Fernàndez Villanueva
Ricard Fernàndez Villanueva   (Sabadell, 6 de desembre de 1976), més conegut en el món artístic com a Ricard Efa o simplement EFA, és un dibuixant, colorista i escriptor català que publica la seva obra –fonamentalment còmics– per al mercat francès.
Va abandonar els estudis reglats a 16 anys i va fundar el seu primer fanzine, Realitat virtual. Va començar a treballar per a un estudi i va provar de dedicar-se al dibuix com a treballador independent. Va publicar la seva primera sèrie, Les Icáriades, amb Toni Térmens, i després, en solitari, Rodríguez, totes amb el segell Paquet, amb qui també va publicar L'âme du vin. En aquell moment va començar a signar les obres com a EFA. El 2007 va passar a treballar per a altres editorials. A l'abril del 2018 el van nominar al Premi Eisner –els més importants de la indústria nord-americana del còmic– al millor pintor o artista multimèdia pel còmic Monet, nomade de la lumière.
Forma part del Col·lectiu Bafarada, que aplega dibuixants sabadellencs.
El 2021 va publicar una novel·la de ciència-ficció: Les màquines del caos, amb la qual es va estrenar com a escriptor. El 2024 va dir que preparava una space opera de sis volums, titulada Stella Signata, el primer dels quals ja és al mercat.

## Obra publicada

### Còmics (destacats)
- Realitat virtual
- Les Icáriades, amb Toni Termens (Paquet)
- Kia Ora (Vents d'Ouest)
- Project Bermuda (Librairie Expérience)
- Alter ego (Dupuis)
- Yerzhan (Delcourt)
- Le soldat (Le Lombard)
- Monet, nomade de la lumière,[11] amb guió de Salva Rubio
- 2018 - Seule
- Django, main de feu,[12] amb guió de Salva Rubio (Éditions Dupuis),[13] que narra la vida del guitarrista gitano Django Reinhardt[14]
- 2021 - Degas, la danse de la solitude, amb guió de Salva Rubio[15] ISBN 978-84-679-4854-7
- 2023 - Nocéan,[16][17] a la venda en francès, anglès, castellà i català (titulat:  Noceà 1. Atari & Tika)[18] - ISBN 979-10-347-5873-9
- 2023 - Adieu Birkenau : Une survivante d'Auschwitz raconte (2023), Ginette Kolinka, Jean-David Morvan, Victor Matet, Efa, Cesc, Roger Sole, EAN: 9782226465269, Albin Michel
- 2023 - Noceà 2. Hola Avatar!. Editorial Mai Més - ISBN 978-84-126144-9-7
- 2024 - Noceà 3. Fissures. Editorial Mai Més - ISBN 978-84-10254-07-7

### Novel·la
- 2021 - Les màquines del caos. Editorial Mai Més - ISBN 978-84-123633-1-9
- 2024 - Els confins de la tenebra (Stella Signata I) - ISBN 978-84-10254-05-3[19]
- 2024 - Des de sempre fins a l'infinit (Stella Signata II) - ISBN 978-84-10254-06-0
- 2025 - La síndrome del Sol Terra (Stella Signata III) - ISBN 978-84-10254-15-2[20]

## Premis i reconeixements
- 2018 - Nominat al Premi Eisner[2]
- 2021 - Prix Atomium 2020 al millor còmic històric de l'any, per Django, main du feu[21]
- 2021 - Elephant d'Or del Festival de la BD de Chambéry, per Django, main du feu
- 2025 - Japan International Manga Award (medalla de bronze), per Degas, la danse de la solitude[22]
- 2025 - Premi Crítica Serra d'Or de literatura infantil i juvenil en la categoria de còmic, per la trilogia Noceà[23]
- 2025 - Premi Protagonista Jove, atorgat pel Consell Català del Llibre Infantil i Juvenil (IBBYcat), per Noceà 1. Atari & Tika